# 濱田秀伯
濱田 秀伯（はまだ ひでみち、1948年3月10日 - ）は、日本の医学者、精神科医。学位は医学博士（慶應義塾大学・1978年）。浜田と表記されることもあるが戸籍上、濵田である。

## 来歴
1948年、東京都生まれ。慶應義塾普通部、慶應義塾高等学校を経て、1972年、慶應義塾大学医学部卒業。1978年、慶應義塾大学より医学博士を授与された。1979年〜83年、パリ大学付属サンタンヌ病院へ、フランス政府給費留学生として留学。
帰国後、慶應義塾大学医学部精神神経科助教、専任講師、准教授、客員教授、群馬病院院長をつとめる。現在、日本精神医学史学会理事長。一般社団法人日本うつ病センター（JDC）精神療法センター長。カトリック医師会会員。
専門は、臨床精神医学、精神病理学、フランスの妄想研究、キリスト教人間学。

## 著書・訳書
- 『脳の誕生 Alain Prochiantz』（なだいなだ共訳、丸善） 1993.3
- 『精神医学エッセンス 第2版』(弘文堂） 2005
- 『精神症候学 第2版』（弘文堂） 2009
- 『精神病理学 臨床講義　第2版』（弘文堂） 2017

ほか